# Búcor
Búcor es una localidad y pedanía española perteneciente al municipio de Pinos Puente, en la provincia de Granada, comunidad autónoma de Andalucía. Está situada en la parte noroccidental de la comarca de la Vega de Granada. Cerca de esta localidad se encuentran los núcleos de Olivares, Tiena y Pinos Puente capital.

## Demografía
Según el Instituto Nacional de Estadística de España, en el año 2024 Búcor contaba con 5 habitantes censados, lo que representa el 0,05% de la población total del municipio.

### Evolución de la población
| Gráfica de evolución demográfica de Búcor entre 2003 y 2013 |
|                                                             |
| Datos según el nomenclátor publicado por el INE.            |

## Comunicaciones

### Carreteras
La única vía de comunicación que transcurre por la localidad es:
| Identificador | Denominación                      | Itinerario           |
| ------------- | --------------------------------- | -------------------- |
| GR-3408       | De N-432 (Pinos Puente) a GR-3416 | Pinos Puente - Tózar |